# A1 고속도로 (포르투갈)
  A 1  북부 고속도로(포르투갈어: Auto-Estrada do Norte)는 포르투갈의 고속도로이다. 포르투갈에서 가장 중요하며 또한 가장 긴 고속도로로, 포르투갈의 고속도로(포르투갈어: Auto-Estrada de Portugal)로도 불리며, 여러 주요 도시와 공업 지역을 거쳐 양대 도시인 리스본과 포르투를 연결한다.
포르투갈의 양대 도시를 잇는 주요 교통로로서 이전에 건설된 국도 1호선 및 노르트 선 철도와 유사한 경로로 설계되었다. Brisa에서 관리하며 리스본과 포르투에 인접한 구간을 제외하고는 요금소가 설치되어 있다. 리스본에서 포르투까지 1급 차량으로 여행할 경우 € 21.25의 통행료가 부과된다. 전 구간이 유럽 고속도로   E 01 호선에 속하며, 일부 구간이 유럽 고속도로   E 80 호선을 구성한다.

## 역사
| 구간                                      | 개통년도 | 길이   |
| ----------------------------------------- | -------- | ------ |
| 리스본 - 빌라프랑카드시라                 | 1961년   | 25.0km |
| 빌라프랑카드시라 - 카헤가두               | 1977년   | 6.1km  |
| 카헤가두 - 아베이라스드시마               | 1980년   | 15.5km |
| 아베이라스드시마 - 토흐스노바스           | 1990년   | 47.6km |
| 토흐스노바스 - 콘데이샤                   | 1991년   | 87.4km |
| 콘데이샤 - 메알랴다                       | 1982년   | 27.6km |
| 메알랴다 - 알베르가리아아벨랴             | 1987년   | 38.5km |
| 알베르가리아아벨랴 - 산타마리아다페이라   | 1983년   | 27.2km |
| 산타마리아다페이라 - 카르발류스           | 1980년   | 17.1km |
| 카르발류스 - 가이아 (코임브롱이스)        | 1963년   | 6.8km  |
| 가이아 (코임브롱이스) - 가이아 (아푸라다) | 1960년   | 3.6km  |
| 아하비다 다리                             | 1966년   | 0.6km  |

## 구성

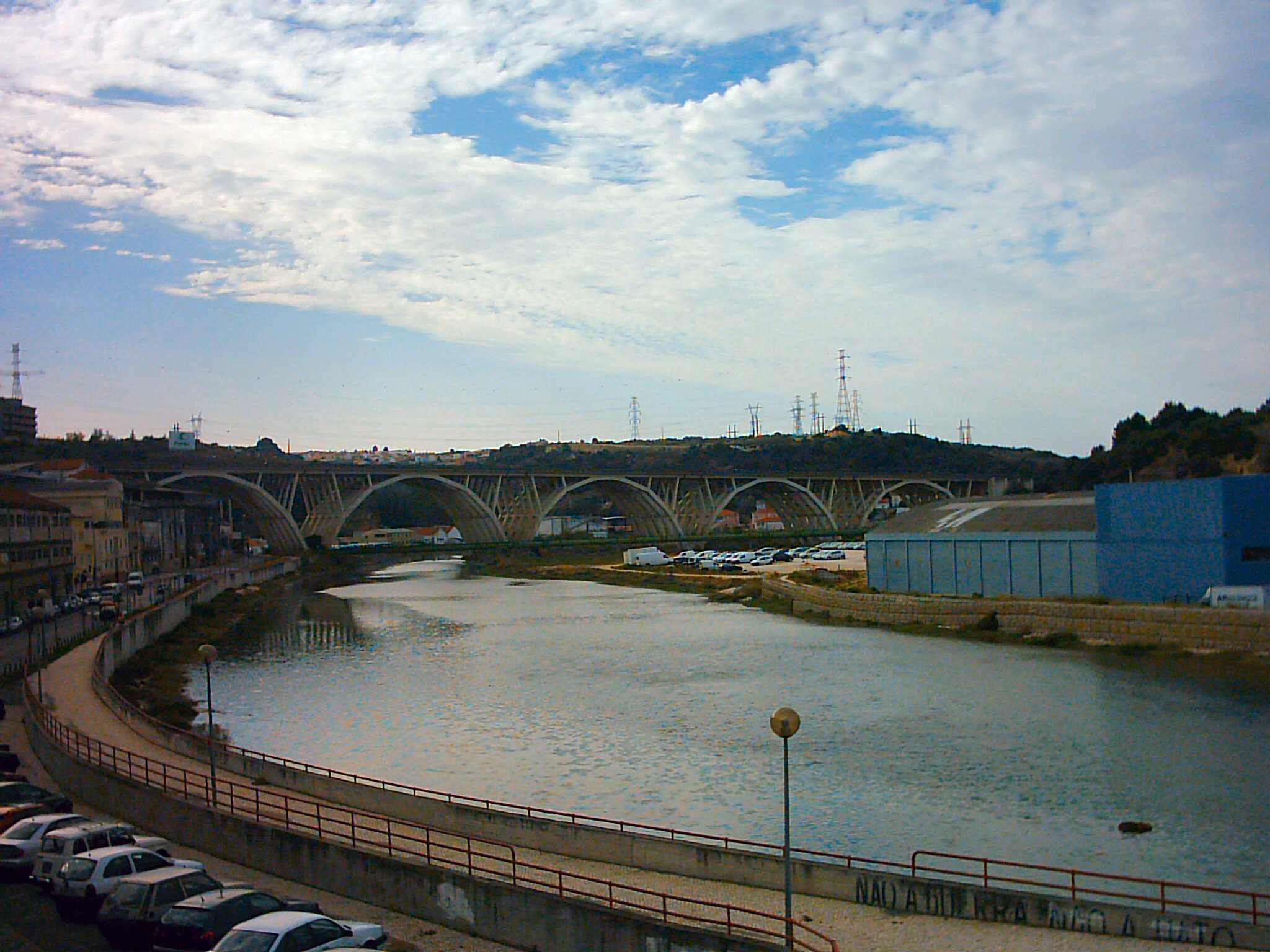
사카벵 인근 트랑캉 강 다리.

| 구간                               | 차선 | 길이  |
| ---------------------------------- | ---- | ----- |
| 리스본 - 토흐스노바스              |      | 94 km |
| 토흐스노바스 - 콘데이샤아노바      |      | 87 km |
| 콘데이샤아노바 - 코임브라 (남)     |      | 9 km  |
| 코임브라 (남) - 이스타헤자         |      | 68 km |
| 이스타헤자 - 그리조                |      | 26 km |
| 그리조 - 카르발류스                |      | 8 km  |
| 카르발류스 - 가이아 (코임브롱이스) |      | 6 km  |
| 가이아 (코임브롱이스) - 포르투     |      | 5 km  |

## 나들목 및 분기점
| 나들목 | 거리  | 번호 | 방향                                                        | 접속 도로              |
| ------ | ----- | ---- | ----------------------------------------------------------- | ---------------------- |
|        | 0km   |      | 리스본                                                      | 리스본 제2 순환도로    |
|        | 0km   | 1    | 알제스 / 오디벨라스 세투발 / 몬티주                         | A 36 (CRIL) A 12       |
|        | 5km   |      | 상조앙다탈랴 (리스본 방향)                                  | N 10                   |
|        | 7km   | 1A   | 포보아드산타이리아 / 비아롱가 사카벵 / 모스카비드           | N 115-5 IC 2           |
|        | 14km  | 2    | 알베르카 / 비아롱가                                         | N 10                   |
|        | 14km  |      | 알베르카 요금소                                             |                        |
|        | 14km  | 2    | 카스카이스 로르스                                           | A 9 (CREL)             |
|        | 20km  | 2A   | 빌라프랑카드시라 (남) 알랸드라                              | N 10                   |
|        | 25km  | 3    | 빌라프랑카드시라 (북) 포르투알투                            | N 1                    |
|        | 28km  | 3A   | 리스본 북부 물류기지                                        | N 1                    |
|        | 30km  | 4    | 카헤가두 / 알렝케르 아후다두스비뉴스 "알가르브" / 베나벤트  | N 3 A 10               |
|        | 45km  | 5    | 아베이라스 알코엔트르 아잠부자                              | N 366                  |
|        | 57km  | 5A   | 카르타슈                                                    | N 114-2                |
|        | 65km  | 6    | 산타렝 ( A 13 )                                             | N 114                  |
|        | 67km  | 6A   | 칼다스다하이냐 히우마이오르                                 | A 15                   |
|        | 94km  | 7    | 토흐스노바스 아브란트스 카스텔루브랑쿠                      | A 23                   |
|        | 114km | 8    | 파티마 오렝 / 바탈랴                                        | N 356                  |
|        | 129km | 9    | 레이리아 마리냐그란드                                       | A 8                    |
|        | 153km | 10   | 폼발 / 카스텔루브랑쿠 피게이라다포스                        | IC 8                   |
|        | 169km | 11A  | 소르                                                        | N 348 2013년 12월 개통 |
|        | 181km | 11   | 콘데이샤 로장                                               | IC 2 A 13-1            |
|        | 189km | 12   | 코임브라 타베이루 / 알파렐루스                              | N 341                  |
|        | 197km | 13   | 코임브라 (북) / 비제우 피게이라 / 몬트모르우벨류 / 칸타녜드 | IP 3 A 14              |
|        | 209km | 14   | 메알랴다 / 루주-부사쿠 쿠리아 칸타녜드                      | N 234                  |
|        | 232km | 15   | 아베이루 (남) / 일랴부 아게다 / 올리베이라두바이후          | N 235                  |
|        | 247km | 16   | 아베이루 (북) 알베르가리아 / 비제우                         | A 25                   |
|        | 258km | 17   | 이스타헤자 올리베이라드아제메이스                           | N 224                  |
|        | 274km | 18   | 산타마리아다페이라 상조앙다마데이라 오바르                  | N 223                  |
|        | 284km | 18A  | 이스피뉴 (동) 피코투                                        | A 41                   |
|        | 285km |      | 그리조 요금소                                               |                        |
|        | 288km | 18B  | 카르발류스 / 그리조 (리스본 방향)                           |                        |
|        | 291km | 19   | 카르발류스 가이아 N 1 경유                                  | N 1                    |
|        | 292km | 20   | 포르투 프레이슈 다리 경유 곤도마르 / 브라가 (포르투 방향)   | A 20                   |
|        | 294km | 21   | 포르투 프레이슈 다리 경유 이스피뉴 / 카넬라스 (리스본 방향) | A 29                   |
|        | 296km | 22   | 가이아 (산투오비디우)                                       |                        |
|        | 298km | 23   | 가이아 (코임브롱이스) 이스피뉴 / 발라다르스                 | A 44 - VCI A 44        |
|        | 298km |      | 포르투 내부순환로(VCI) 병행 구간 시작                       |                        |
|        | 300km | 24   | 가이아 (데베자스) 카니델루                                  |                        |
|        | 302km | 25   | 가이아 (아푸라다) 쇼핑센터                                  |                        |
|        | 302km |      | 아하비다 다리                                               |                        |
|        | 303km |      | 프레이슈 다리 방향                                          | A 28                   |

## 휴게소
- 아베이라 휴게소 (Galp) (44km)
- 산타렝 휴게소 (BP) (84km)
- 파티마 간이 휴게소 (105km)
- 레이리아 휴게소 (Repsol) (125km)
- 폼발휴게소 (Galp) (164km)
- 메알랴다-칸타녜드 휴게소 (BP) (204km)
- 오이앙 간이 휴게소 (230km)
- 안투앙-에스타헤자 휴게소 (Repsol) (255km)
- 빌라노바드가이아 휴게소 (Repsol) (295km)